# 杨卫民
杨卫民（1965年11月—），北京化工大学机电工程学院院长，教授，长江学者。主要研究方向为高分子材料加工成型与先进制造等。主编有《塑料精密注射成型原理及设备》、《塑料挤出加工新技术》等学术著作。